# Tavetawever
De tavetawever (Ploceus castaneiceps) is een zangvogel uit de familie Ploceidae (wevers en verwanten).

## Verspreiding en leefgebied
Deze soort komt voor in uiterst zuidoostelijk Kenia en noordoostelijk Tanzania.